# 유노 (신화)

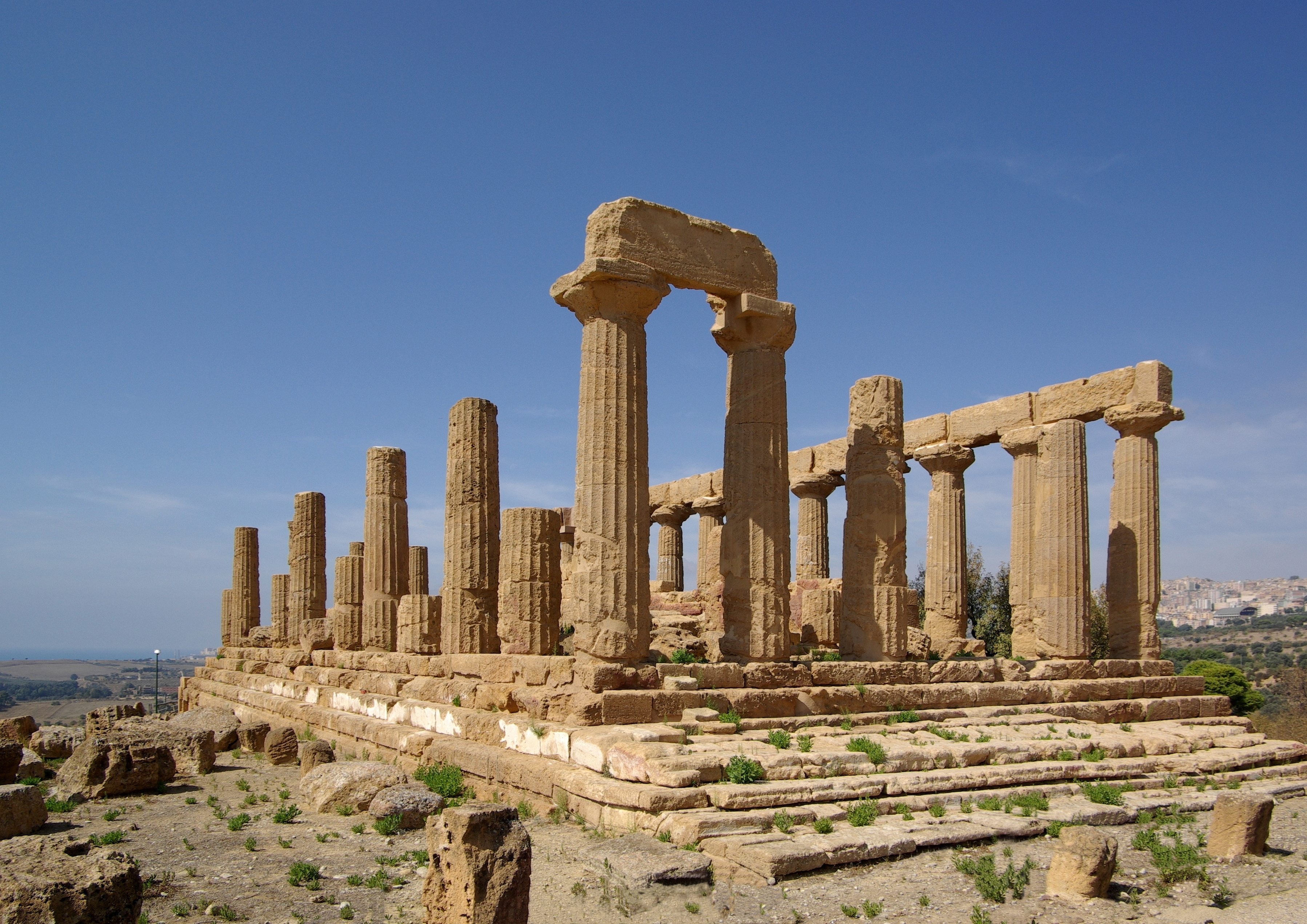
시칠리아의 유노 신전

유노(Juno)는 고대 로마의 여신으로 고대 로마의 수호신이다. 사투르누스의 딸로 로마 신화의 주신(主神)인 유피테르의 아내(유노는 유피테르와 남매지간이기도 함)이며 유벤타스(젊음의 여신), 마르스(전쟁의 신), 불카누스(대장장이의 신)의 어머니이다. 그리스 신화에서 헤라와 동격이다.

## 유노의 별칭
- 유노 모네타(Juno Moneta, 충고의 유노): 유노 신전에서 살던 거위 갈리아인의 로마 침공을 예언했기 때문에 "충고"라는 별칭이 붙었다. 기원전 345년에 건설된 유노 신전에서는 화폐를 주조하는 임무도 수행했다.
- 유노 루키나(Juno Lucina, 출산의 유노): 로마인들은 유노를 "아이를 광명 속에 내놓은 여신"으로 여겼다.
- 유노 레기나(Juno Regina, 여왕의 유노): 유피테르의 아내가 되었기 때문에 "신들의 여왕"이라고 부르기도 한다.
- 유노 포르투나(Juno Fortuna, 운명의 유노)
- 유노 카프로티나(Juno Caprotina, 풍요의 유노, 다산의 유노)
- 유노 소스피타(Juno Sospita, 구제의 유노, 수호자의 유노)
- 유노 나탈리스(Juno Natalis, 생일의 유노)
- 유노 유가(Juno Juga, 최후의 유노)

## 같이 보기
- 포트니아 테론